# Felezési idő (kémiai reakció)

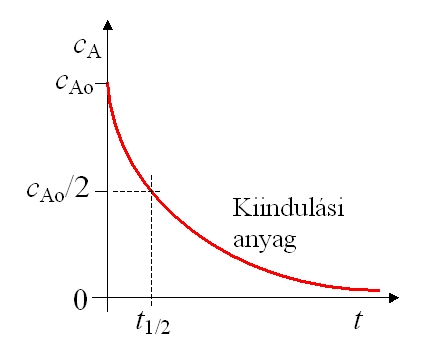
A kiindulási anyag kezdeti koncentrációja a felezési idő alatt a felére csökken

A kémiai reakciók felezési ideje (t½) alatt azt az időtartamot értjük, amennyi idő alatt a kiinduló anyag kezdeti koncentrációja (cAo) a felére csökken. A kiindulási anyag koncentrációja az idő függvényében a reakció rendűségétől függően egyenes arányosan, exponenciálisan, vagy hiperbola jelleggörbe szerint csökkenhet. A felezési idő kifejezéseit megkaphatjuk, ha a koncentráció időfüggvényekbe az alábbi helyettesítéseket elvégezzük. például az A komponens esetén:
{\displaystyle t=t_{1/2},\ \ \mathrm {ha} \ \ c_{\mathrm {A} }={\frac {c_{\mathrm {Ao} }}{2}}\ .}

## Nulladrendű reakció
A nulladrendű reakció esetén a koncentráció időfüggvénye: 
{\displaystyle c_{\mathrm {A} }=c_{\mathrm {Ao} }-k_{0}t\ ,}
a felezési ideje:
{\displaystyle t_{1/2}={\frac {c_{\mathrm {Ao} }}{2k_{0}}}\ .}

## Elsőrendű reakció
Az elsőrendű reakcióban a koncentráció időfüggvénye: 
{\displaystyle c_{\mathrm {A} }=c_{\mathrm {Ao} }e^{-k_{1}t}\ ,}
a felezési ideje:
{\displaystyle t_{1/2}={\frac {\ln {2}}{k_{1}}}\ .}
Tipikusan elsőrendű folyamat a radioaktív bomlás. A bomlás felezési ideje is hasonló összefüggéssel számítható.

## Másodrendű reakció
A másodrendű reakcióban a koncentráció időfüggvénye: 
{\displaystyle c_{\mathrm {A} }={\frac {c_{\mathrm {Ao} }}{1+c_{\mathrm {Ao} }k_{2}t}}\ ,}
a felezési ideje:
{\displaystyle t_{1/2}={\frac {1}{k_{2}c_{\mathrm {Ao} }}}\ .}

## r-ed rendű reakció
Az r-ed rendű reakció esetén a koncentráció időfüggvénye: 
{\displaystyle {\frac {1}{{c_{\mathrm {Ao} }}^{\mathrm {r-1} }}}-{\frac {1}{{c_{\mathrm {A} }}^{\mathrm {r-1} }}}=-k_{\mathrm {r} }\mathrm {(r-1)} t\ ,}
a felezési ideje:
{\displaystyle t_{1/2}={\frac {2^{\mathrm {r} -1}-1}{(\mathrm {r} -1)k_{\mathrm {r} }c_{\mathrm {Ao} }^{\mathrm {r} -1}}}\ .}
A kémiai reakció felezési idejéről általánosságban az mondható, hogy értéke a reakció rendűségétől függő, annak az (r-1)-dik hatványával fordítottan arányos.